# Vytautas Briedis
Julius Vytautas Briedis (Nausėdžiai, 1940. augusztus 27. – Vilnius, 2019. szeptember 22.) olimpiai bronzérmes szovjet-litván evezős.

## Pályafutása
Az 1968-as mexikóvárosi olimpián bronzérmes lett a nyolcas tagjaként. Egy világbajnoki és két Európa-bajnoki ezüstérmet szerzett ugyanebben a versenyszámban.

## Sikerei, díjai
- Olimpiai játékok – nyolcas
  - bronzérmes: 1968, Mexikóváros
- Világbajnokság – nyolcas
  - ezüstérmes: 1962
- Európa-bajnokság – kormányos négyes
  - ezüstérmes: 1963, 1964